# Gayya
Gayya (també anomenat Gala, Gaya o Gaïa) va ser rei dels massils de la Numídia occidental i pare del rei Masinissa I.
L'any 213 aC el rei Sifax dels massesils de la Numídia oriental va establir una aliança amb Roma. Gayya, per contrapesar aquest poder, i per consell del seu fill, va oferir pactes als cartaginesos i es va convertir en el seu aliat. Gayya va morir mentre el seu fill era a Hispània, ajudant els cartaginesos, i el va succeir, segons el costum númida, el seu germà Ozalces cap a l'any 210 aC.